# Franz Hodjak
Franz Hodjak (* 27. September 1944 in Hermannstadt, Königreich Rumänien; † 6. Juli 2025) war ein deutscher Schriftsteller.

## Leben und Werk
Franz Hodjak studierte Germanistik und Romanistik in Klausenburg und war dort von 1970 bis 1992 Lektor beim Dacia Verlag. 1982 erhielt er ein Stipendium als Stadtschreiber von Mannheim (das er erst nach der Wende antreten durfte), 2002 wurde er Stadtschreiber Dresdens. Franz Hodjak siedelte 1992 nach Deutschland über und war 1993 als Dozent bei der Frankfurter Poetikvorlesung tätig. Er erhielt zahlreiche Förderstipendien, zuletzt 2006 durch das Hessische Ministerium für Wissenschaft und Kunst und 2007 ein Stipendium im Herrenhaus Edenkoben. Hodjak schrieb Lyrik und Prosa und übersetzte aus dem Rumänischen. In den Jahren von 1970 bis 1989 veröffentlichte er 20 Bücher, darunter Prosa, Gedichte und Kinderbücher. Hodjaks Gedichte wurden ins Rumänische und Ungarische übertragen. Franz Hodjak lebte in Usingen im Taunus.
Hodjak starb am 6. Juli 2025 im Alter von 80 Jahren.

## Werke
- Brachland. Gedichte. Dacia-Verlag, Klausenburg 1970.
- Spielräume. Gedichte & Einfälle. Kriterion, Bukarest 1974.
- offene Briefe. Kriterion, Bukarest 1976.
- das maß der köpfe. halbphantastische texte. Kriterion, Bukarest 1978.
- Die humoristischen Katzen. Kinderverse. Kriterion, Bukarest 1979.
- mit Polly Knall spricht man über selbstverständliche dinge als wären sie selbstverständlich. Kriterion, Bukarest 1979.
- flieder im ohr. Kriterion, Bukarest 1983.
- An einem Ecktisch. Kriterion, Bukarest 1984.
- Der Hund Joho (Kinderbuch). Kriterion, Bukarest 1985.
- Augenlicht. Kriterion, Bukarest 1986.
- Fridolin schlüpft aus dem Ei (Kinderbuch). Kriterion, Bukarest 1986.
- Friedliche Runde. Prosa. Kriterion, Bukarest 1987.
- luftveränderung. Kriterion Verlag, Bukarest 1988.
- Sehnsucht nach Feigenschnaps. Aufbau-Verlag, Berlin/Weimar 1988.
- Siebenbürgische Sprechübung. Suhrkamp Verlag, Frankfurt am Main 1990, ISBN 3-518-11622-3.
- Zahltag. Suhrkamp Verlag, Frankfurt am Main 1991, ISBN 3-518-40381-8.
- Franz, Geschichtensammler. Suhrkamp Verlag, Frankfurt am Main 1992, ISBN 3-518-11698-3.
- Landverlust. Suhrkamp Verlag, Frankfurt am Main 1993, ISBN 3-518-40548-9.
- Grenzsteine. Suhrkamp Verlag, Frankfurt am Main, 1995, ISBN 3-518-40688-4.
- Ankunft Konjunktiv. Suhrkamp Verlag, Frankfurt am Main 1997, ISBN 3-518-40905-0.
- Der Sängerstreit. Suhrkamp Verlag, Frankfurt am Main 2000, ISBN 3-518-41124-1.
- Ein Koffer voll Sand. Suhrkamp Verlag, Frankfurt am Main, 2003, ISBN 3-518-41394-5.
- Die Faszination eines Tages, den es nicht gibt. Verlag Ralf Liebe, Weilerswist, 2009, ISBN 978-3-941037-04-5.
- Der, der wir sein möchten ist schon vergeben. Aphorismen, Notate & ein Essay. Nachwort von Alexander Eilers. Verlag litblockin, Fernwald 2013, ISBN 978-3-923915-05-7.
- Der Gedanke, mich zu entführen, bot sich an. Gedichte. Mit Lithographien von Hubertus Giebe. Typostudio Schumacher-Gebler, Dresden 2013, ISBN 978-3-941209-28-2.
- Was nie wieder kommt. Gedichte. Stadtlichter Presse, Wenzendorf 2022, ISBN 978-3-947883-34-9.

## Auszeichnungen
- 1982: Stadtschreiberstipendium der Stadt Mannheim
- 1990: Georg-Maurer-Preis Leipzig
- 1990: Preis des Landes Kärnten beim Ingeborg-Bachmann-Preis
- 1991: Literatur-Förderpreis des Kulturkreises im BDI
- 1992: Ehrengabe zum Andreas-Gryphius-Preis
- 1993: Frankfurter Poetik-Vorlesungen
- 1995: Stadtschreiber-Stipendium in Minden
- 1996: Nikolaus-Lenau-Preis der Künstlergilde Esslingen
- 1997: Stipendium des Heinrich-Heine-Hauses der Stadt Lüneburg
- 1998: Stipendium der Calwer Hermann-Hesse-Stiftung
- 2002: Dresdner Stadtschreiber
- 2005: Kester-Haeusler-Ehrengabe der Deutschen Schillerstiftung
- 2013: Siebenbürgisch-Sächsischer Kulturpreis